# Samuel Kolega
Samuel Kolega (ur. 15 stycznia 1999 w Ulm) – chorwacki narciarz alpejski, olimpijczyk.

## Kariera
Urodził się i dorastał w Niemczech. W sąsiedniej Austrii wraz z bratem Eliasem (również olimpijczykiem) nauczyli się jeździć na nartach. Po powrocie rodziny do ojczyzny, zamieszkał w Zagrzebiu, kontynuując uprawianie narciarstwa.
Po raz pierwszy na arenie międzynarodowej pojawił się 9 listopada 2015 roku w Sulden, gdzie w zawodach National Junior Race zajął 45. miejsce w gigancie. W 2018 roku wystąpił na mistrzostwach świata juniorów w Davos, zajmując 11. miejsce w slalomie. Na rozgrywanych rok później mistrzostwach świata juniorów w Val di Fassa w tej samej konkurencji był szósty.
W zawodach Pucharu Świata zadebiutował 5 marca 2016 roku w Kranjskiej Gorze, gdzie nie zakwalifikował się do pierwszego przejazdu giganta. Pierwsze punkty wywalczył 6 stycznia 2021 roku w Zagrzebiu, zajmując 15. miejsce w slalomie. Na podium zawodów tego cyklu pierwszy raz stanął 8 stycznia 2025 roku w Madonna di Campiglio, kończąc slalom na trzeciej pozycji. Wyprzedzili go jedynie Bułgar Albert Popow i Szwajcar Loïc Meillard.
Podczas igrzysk olimpijskich w Pjongczangu zajął 37. miejsce w gigancie. Na rozgrywanych cztery lata później igrzyskach w Pekinie uplasował się na 21. pozycji w gigancie i 15. w slalomie. Zajął też między innymi 34. miejsce w slalomie podczas mistrzostw świata w Courchevel/Méribel w 2023 roku.

## Osiągnięcia

### Igrzyska olimpijskie
| Miejsce | Dzień     | Rok  | Miejscowość | Konkurencja | Czas biegu | Strata | Zwycięzca       |
| ------- | --------- | ---- | ----------- | ----------- | ---------- | ------ | --------------- |
| 37.     | 18 lutego | 2018 | Pjongczang  | Gigant      | 2:18,04    | +10,70 | Marcel Hirscher |
| 21.     | 13 lutego | 2022 | Pekin       | Gigant      | 2:09,35    | +7,93  | Marco Odermatt  |
| 15.     | 16 lutego | 2022 | Pekin       | Slalom      | 1:44,09    | +1,87  | Clément Noël    |

### Mistrzostwa świata
| Miejsce | Dzień     | Rok  | Miejscowość        | Konkurencja | Czas biegu | Strata | Zwycięzca              |
| ------- | --------- | ---- | ------------------ | ----------- | ---------- | ------ | ---------------------- |
| DNF1    | 17 lutego | 2017 | Sankt Moritz       | Gigant      | 2:13,31    | –      | Marcel Hirscher        |
| 38.     | 15 lutego | 2019 | Åre                | Gigant      | 2:20,24    | +11,72 | Henrik Kristoffersen   |
| DNF2    | 19 lutego | 2021 | Cortina d’Ampezzo  | Gigant      | 2:05,86    | –      | Mathieu Faivre         |
| DNF1    | 21 lutego | 2021 | Cortina d’Ampezzo  | Slalom      | 1:46,48    | –      | Sebastian Foss Solevåg |
| 34.     | 19 lutego | 2023 | Courchevel/Méribel | Slalom      | 1:39,50    | +4,45  | Henrik Kristoffersen   |

### Mistrzostwa świata juniorów
| Miejsce | Dzień     | Rok  | Miejscowość  | Konkurencja | Czas biegu | Strata | Zwycięzca      |
| ------- | --------- | ---- | ------------ | ----------- | ---------- | ------ | -------------- |
| DNF1    | 6 lutego  | 2018 | Davos        | Gigant      | 1:39,47    | –      | Marco Odermatt |
| 11.     | 7 lutego  | 2018 | Davos        | Slalom      | 1:45,31    | +5,63  | Clément Noël   |
| 41.     | 25 lutego | 2019 | Val di Fassa | Gigant      | 1:57,96    | +5,17  | River Radamus  |
| 6.      | 26 lutego | 2019 | Val di Fassa | Slalom      | 1:46,52    | +1,90  | Alex Vinatzer  |
| DNF     | 8 marca   | 2020 | Narwik       | Supergigant | 1:06,47    | –      | Stefan Rieser  |

### Puchar Świata

#### Miejsca w klasyfikacji generalnej
- sezon 2015/2016: -
- sezon 2016/2017: -
- sezon 2017/2018: -
- sezon 2018/2019: -
- sezon 2019/2020: -
- sezon 2020/2021: 123.
- sezon 2021/2022: 94.
- sezon 2022/2023: 70.
- sezon 2023/2024: 55.
- sezon 2024/2025:

#### Miejsca na podium w zawodach
1. Madonna di Campiglio – 8 stycznia 2025 (slalom) – 3. miejsce